# Łężec Trzeci

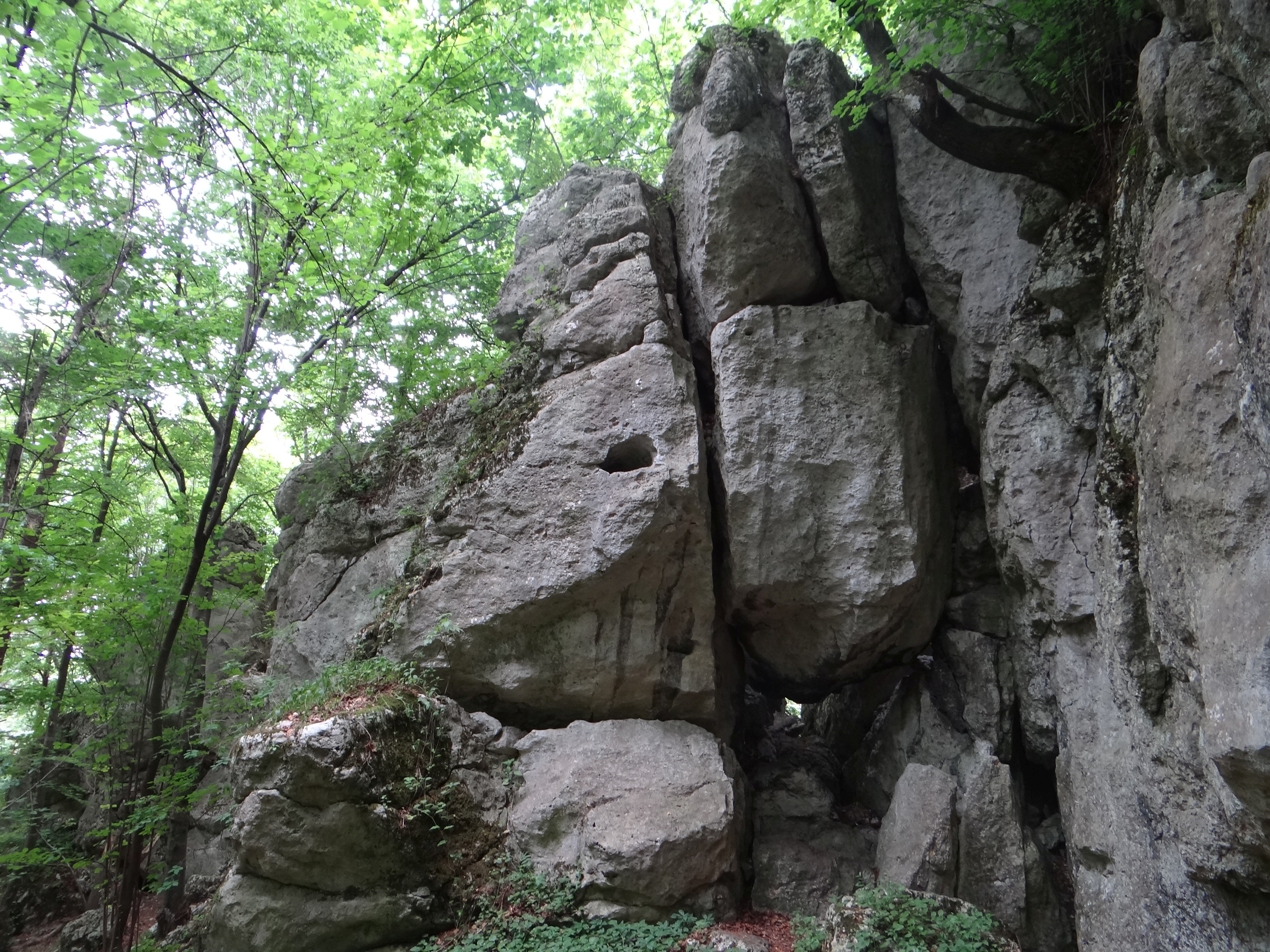

Łężec Trzeci – skała na grzbiecie wzgórza Łężec na Wyżynie Częstochowskiej. Znajduje się w miejscowości Morsko w województwie śląskim, w powiecie zawierciańskim, w gminie Włodowice, w pasie skał ciągnących się grzbietem tego wzgórza od Zamku w Morsku na północny wschód. Łężec III znajduje się pomiędzy skałami Heavy Metal i Przy Łężcu III.
Skały na Łężcu stosunkowo niedawno stały się obiektem wspinaczki skalnej i rejon ten daleki jest jeszcze do wyeksploatowania przez wspinaczy. Ciągle tworzone są na nich nowe drogi wspinaczkowe. Przez wspinaczy skalnych zaliczane są do grupy Skał Morskich. Zbudowana ze skalistego wapienia skała Łężec Trzeci znajduje się w lesie. Do 2018 roku na jej północnej, pionowej ścianie wspinacze poprowadzili 4 drogi o długości 9 m i trudności od V do VI.4 w skali krakowskiej. Drogi nr 2 i 4 mają zamontowane stałe punkty asekuracyjne (3–4 ringi i stanowiska zjazdowe).

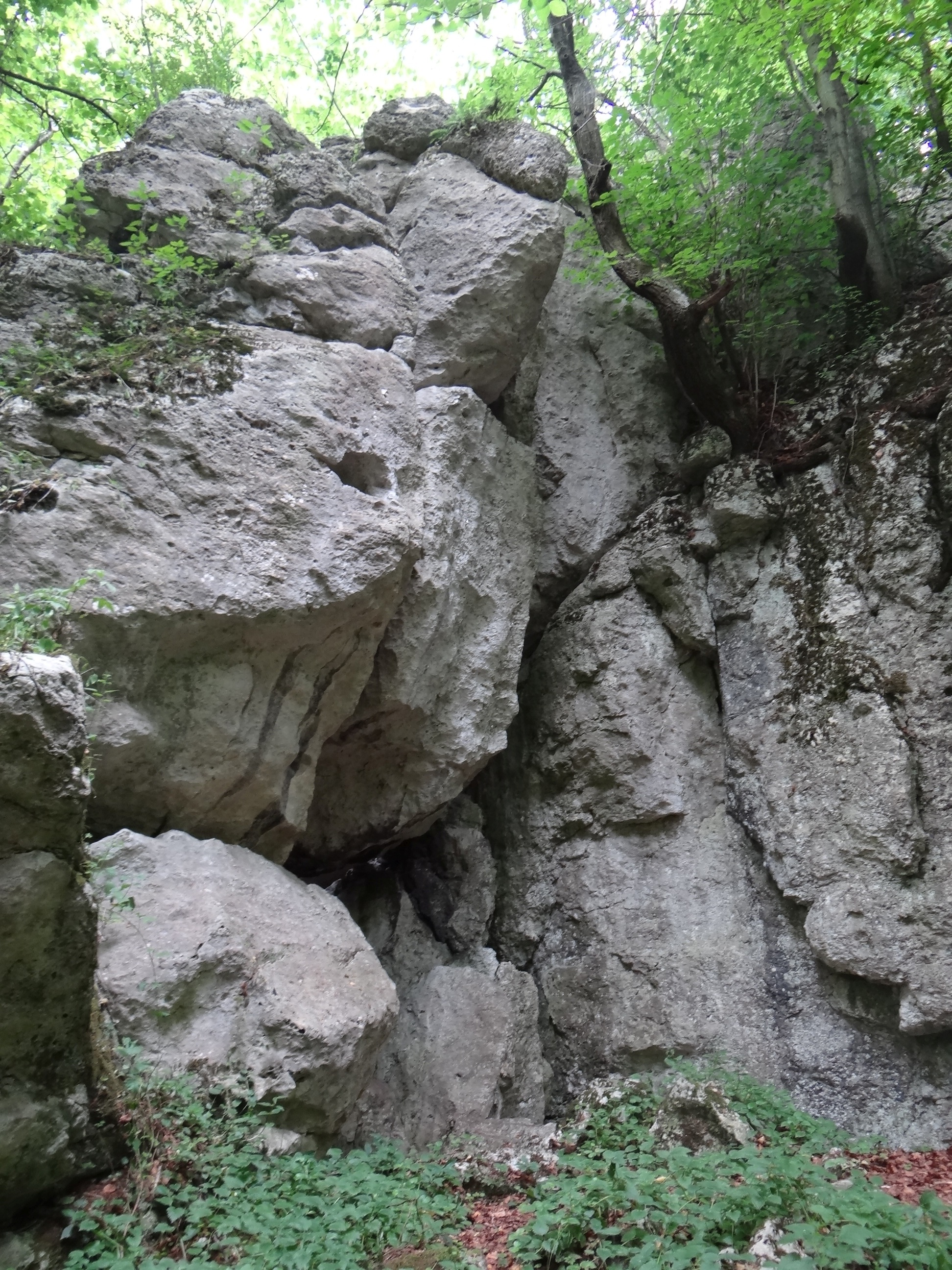

## Drogi wspinaczkowe
- Lewa burta VI,
- Stul dziób VI.4,
- bez nazwy V,
- Zwrot przez dziób VI.3+